# Nicolae Soare (atlet)

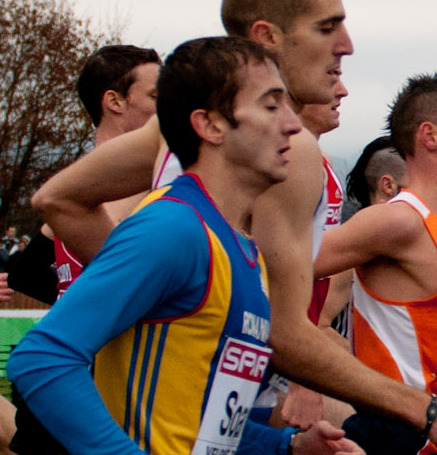
La CE de Cros din 2011

Alexandru Nicolae Soare (n. 20 septembrie 1991, Buzău, România) este un atlet român specializat pe alergare de distanță, laureat cu argint la proba de 10.000 m la Campionatul European pentru tineret din 2013 și la Universiada de vară din 2015.

## Carieră
S-a apucat de alergare la Liceul cu program sportiv „Iolanda Balaș Soter” din Buzău sub îndrumarea lui Vasile Popa. Apoi s-a legitimat la clubul Știința Bacău, unde se pregătește încă în prezent sub conducerea Cristinei Alexe.
În aprilie 2016 s-a calificat la Jocurile Olimpice din 2016 de la Rio de Janeiro, după ce a realizat un timp de 2:18:52 la maratonul de la Hamburg.
A fost depistat pozitiv cu meldonium în 2016 de controlul antidoping, dar a fost declarat nevinovat de pe data de 30 iunie.
La Universiada de la Taipei din 2017, a reușit să obțină locul 2 la proba de 10.000 m, cu timpul de 29:12, în timp ce la proba de 5.000 de metri a obținut locul 4, cu un timp de 14:03. La această ediție a Universiadei, sportivul român a reușit și 2 personal best-uri în cele 4 zile de concurs.

## Realizări
| An   | Competiție                               | Locație                  | Loc | Eveniment   | Note     |
| ---- | ---------------------------------------- | ------------------------ | --- | ----------- | -------- |
| 2010 | Campionatul Mondial de Juniori (sub 20)  | Moncton, Canada          | 14  | 10 000 m    | 30:37,23 |
| 2010 | Campionatul European de Cros (sub 20)    | Albufeira, Portugalia    | 35  | 6,07 km     | 18:57    |
| 2011 | Campionatul European de Tineret (sub 23) | Ostrava, Cehia           | 16  | 10 000 m    | 30:34.41 |
| 2011 | Campionatul European de Cros (sub 23)    | Velenje, Slovenia        | 51  | 8 km        | 24:46    |
| 2012 | Campionatul European de Cros (sub 23)    | Szentendre, Ungaria      | 62  | 8,05 km     | 26:23    |
| 2013 | Campionatul European de Tineret (sub 23) | Tampere, Finlanda        | 8   | 5000 m      | 14:27,68 |
| 2013 | Campionatul European de Tineret (sub 23) | Tampere, Finlanda        | 2   | 10 000 m    | 29:43.76 |
| 2014 | Campionatul Mondial de Semimaraton       | Copenhaga, Danemarca     | 63  | semimaraton | 1:04:07  |
| 2014 | Campionatul European de Cros             | Samokov, Bulgaria        | 55  | 10,01 km    | 35:32    |
| 2015 | Universiada                              | Gwangju, Coreea de Sud   | 2   | 10 000 m    | 29:18,71 |
| 2015 | Universiada                              | Gwangju, Coreea de Sud   | 10  | semimaraton | 1:07:49  |
| 2016 | Campionatul Mondial de Semimaraton       | Cardiff, Marea Britanie  | 48  | semimaraton | 1:06:18  |
| 2016 | Jocurile Olimpice                        | Rio de Janeiro, Brasilia | 126 | maraton     | 2:31:53  |
| 2017 | Universiada                              | Taipei, Taiwan           | 4   | 5000 m      | 14:03,12 |
| 2017 | Universiada                              | Taipei, Taiwan           | 2   | 10 000 m    | 29:12,76 |
| 2017 | Campionatul European de Cros             | Šamorín, Slovacia        | 46  | 10,18km     | 31:31    |
| 2018 | Campionatul Mondial de Semimaraton       | Valencia, Spania         | 97  | semimaraton | 1:06:14  |
| 2018 | Campionatul European                     | Berlin, Germania         | 19  | 10 000 m    | 29:13,82 |
| 2020 | Campionatul Mondial de Semimaraton       | Gdynia, Polonia          | 63  | semimaraton | 1:03:14  |
| 2023 | Campionatul Mondial                      | Budapesta, Ungaria       | 56  | maraton     | 2:25:14  |
| 2024 | Campionatul European                     | Roma, Italia             | 55  | semimaraton | 1:08:31  |

## Recorduri personale
| Probă       | Performanță | Dată              | Locație   |
| ----------- | ----------- | ----------------- | --------- |
| 5000 m      | 13:45,49    | 11 iunie 2022     | Carquefou |
| 10 000 m    | 28:25,38    | 19 mai 2018       | Londra    |
| Semimaraton | 1:03:14     | 17 octombrie 2020 | Gdynia    |
| Maraton     | 2:13:29     | 4 decembrie 2022  | Valencia  |

## Legături externe
Materiale media legate de Nicolae Soare la Wikimedia Commons
- Nicolae Alexandru Soare la Comitetul Olimpic și Sportiv Român (arhivat)
- en Nicolae Soare la World Athletics
- en Nicolae Soare la Olympedia.org
- en  Nicolae Alexandru Soare la athleticspodium.com